# 4029 Bridges
4029 Bridges è un asteroide della fascia principale. Scoperto nel 1982, presenta un'orbita caratterizzata da un semiasse maggiore pari a 2,5243007 UA e da un'eccentricità di 0,1325278, inclinata di 5,44121° rispetto all'eclittica.